# Щукозерье
Щукозерье — село в Плесецком районе Архангельской области России. Входит в состав Обозерского городского поселения.

## География
Щукозерье находится в центре области и в северной части района. У Щукозерья расположены 3 озера: Андреяновское, Щукозерье, Белое. В окрестностях деревень Щукозерье и Верховской имеются периодически исчезающие озера Большое Сухое, Суходорожное, Чачьеозеро. Ближайший населённый пункт — посёлок Швакино, расположен в 20 км к северу по основной дороге. Следующий населённый пункт — посёлок Обозерский, расположен восточнее, в 23 км по дороге. Расстояние до города Архангельск по железной дороге — от станции Обозерская — 130 км, по трассе М8 «Холмогоры» — 210 км через посёлок Брин-Наволок, по прямой линии — 127 км. Через Щукозерье проходит автодорога «Онега — Вонгуда — Большой Бор — Поле — Щукозерье — Обозерский».

## История
Щукозерский приход при озере Щукозеро входил в состав Яковлевской волости Холмогорского уезда. Во второй половине XIX века в селом Щукозеро (Большие Озерки) входили 8 деревень: Андрияновская (Данилово), Анисимовская (Ершово), Кондратовская (Север), Леонтьевская, Михалевская, Никитинская (Евтифьево), Осташевская и Скомороховская (Денисово). В начале XX века здесь располагался сельдекоптиловский завод вологодского купца Вальнева.
В годы Гражданской войны и интервенции союзников, в августе 1918 года, январе и марте 1919 года, в районе села шли ожесточённые бои. В 1930 году в селе был создан колхоз «Новый путь».
В 1941 году были мобилизованы в Красную армию 80 жителей Щукозерья, из которых 21 до сих пор числятся пропавшими без вести.

## Население
| 2002 | 2010 | 2012 |
| ---- | ---- | ---- |
| 11   | ↘4   | ↘1   |

## Экономика
Основная деятельность — земледелие.

## Флора и фауна
Одноимённое озеро в районе привлекает рыбаков своей фауной. В озере много таких рыб, как окунь и карась, также благодаря чистой воде произрастают разнообразные водоросли. В Андреяновском озере в летнее время поверхность покрыта кувшинками.

### Карты
- Щукозерье. Публичная кадастровая карта
- Щукозерье на карте Wikimapia
- Карта-километровка. P-37-19,20 (Лист Ковкула)